# Neidkopf

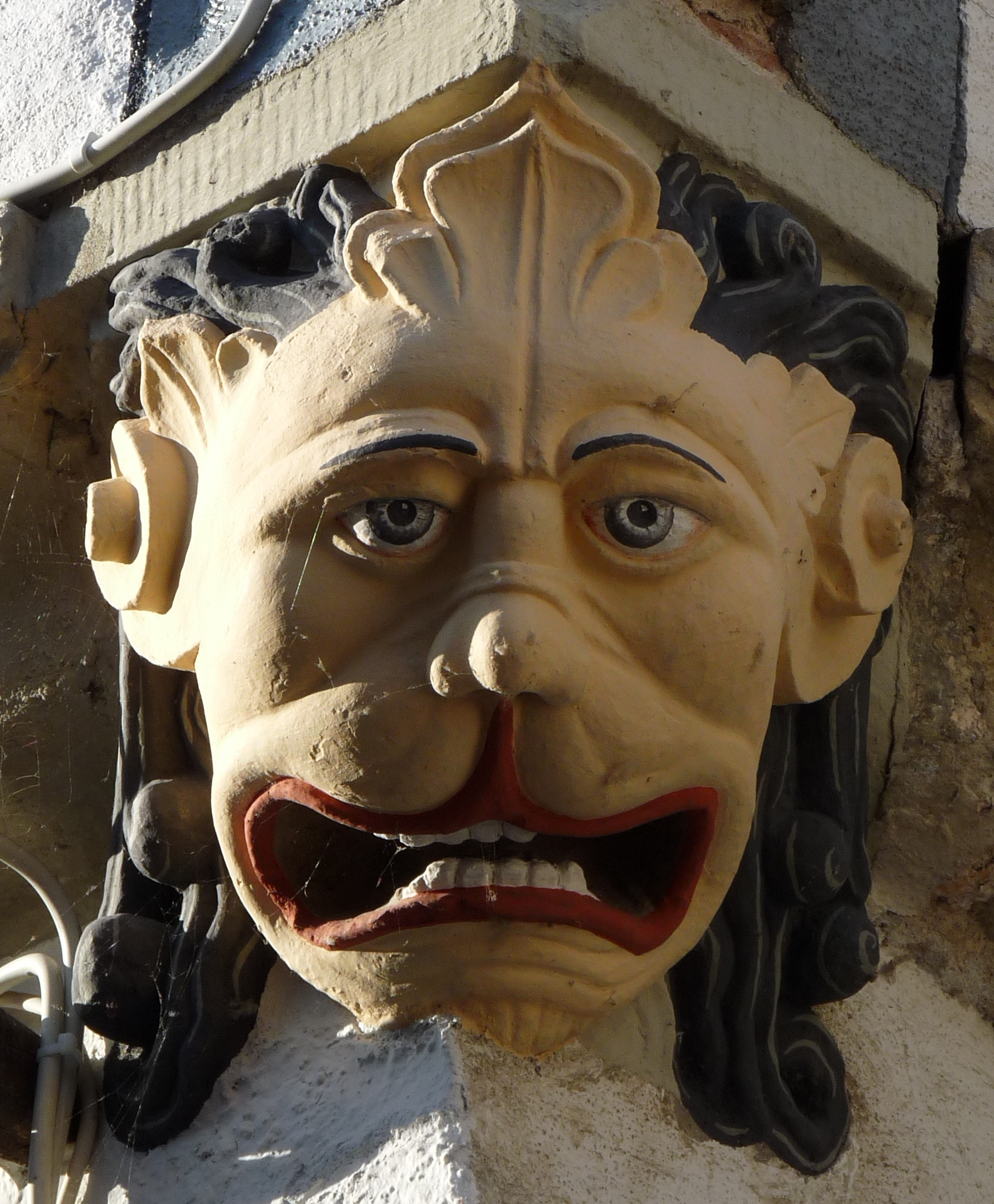
Neidkopf in Waiblingen

Ein Neidkopf ist eine an Fassaden angebrachte apotropäische Plastik, die meist als Fratze ausgebildet, aus Holz oder Stein an Giebel, Mauer oder Tür eines Hauses oder eines Tores als Abwehrzauber dient.

## Begriff
Der Begriff stammt vom althochdeutschen Wort nid ab, das unter anderem für Hass, Zorn oder Neid steht. Der Begriff Neidkopf taucht in der Fachliteratur erstmals Mitte des 19. Jahrhunderts im Zusammenhang mit Bauplastik in Berlin auf.

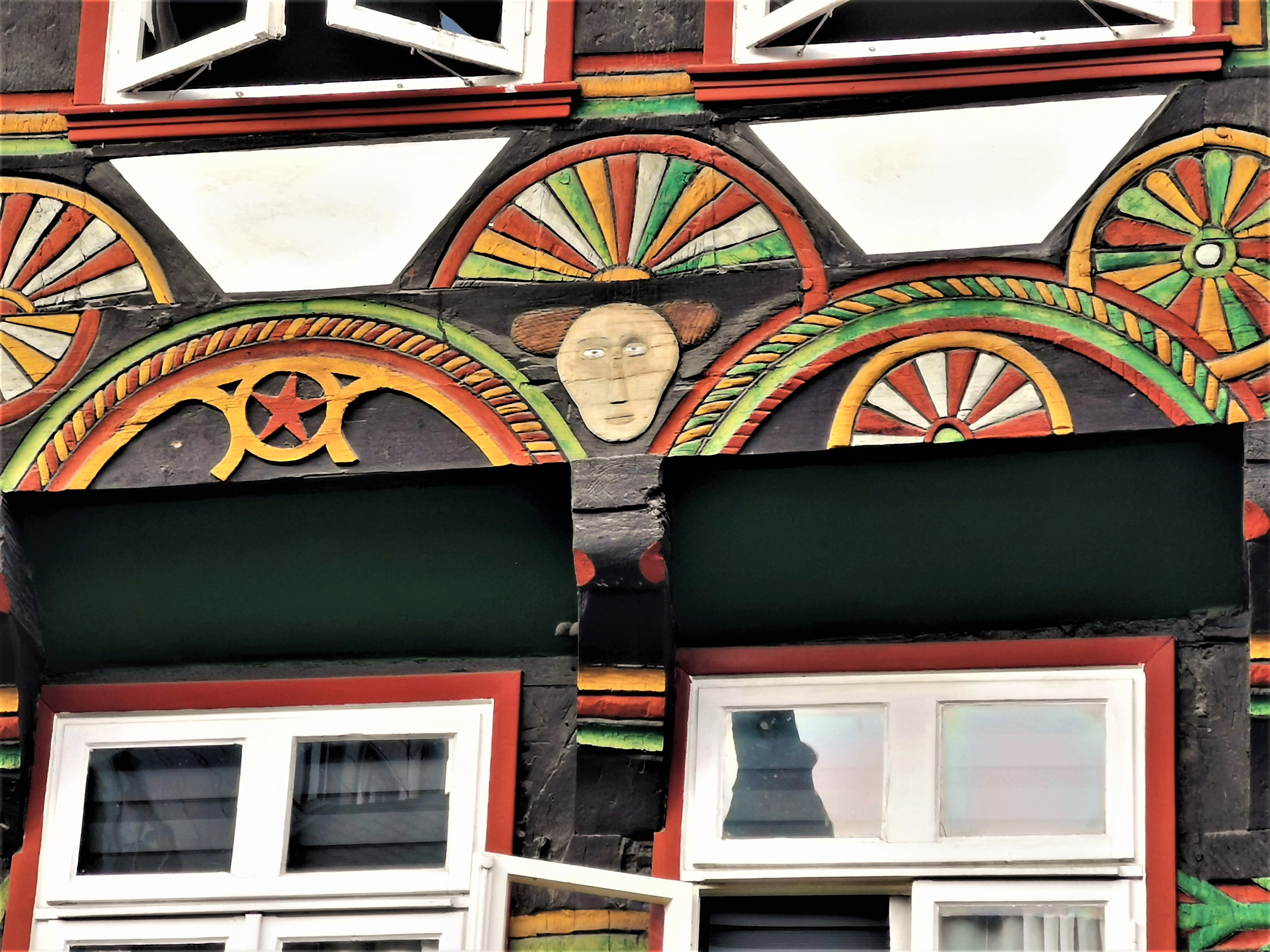
Neidkopf am Haus Tiedexer Straße 16 zu Einbeck im Landkreis Northeim

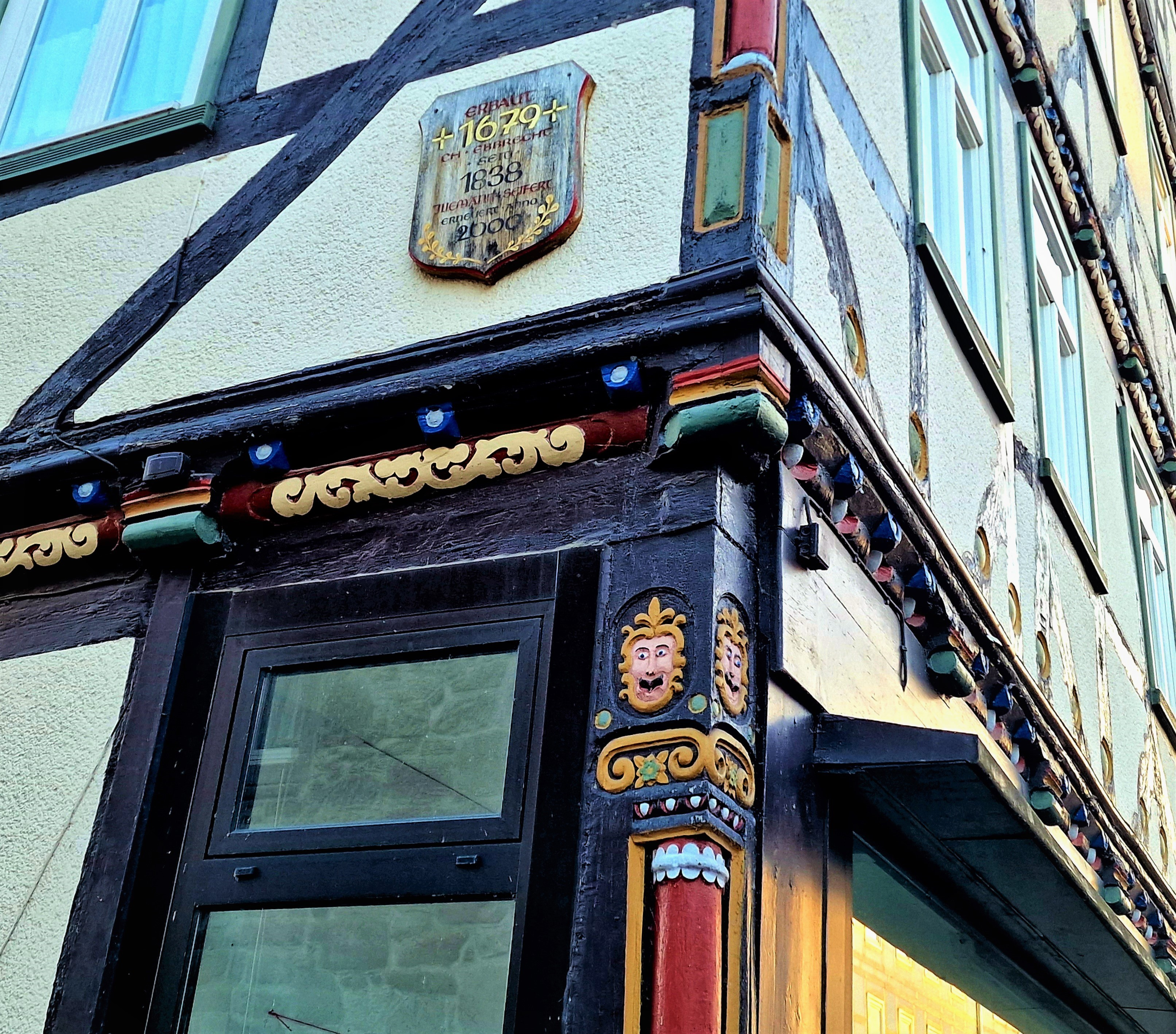
Neidkopf im Doppel über Eck an einer Hauswand zu Hardegsen

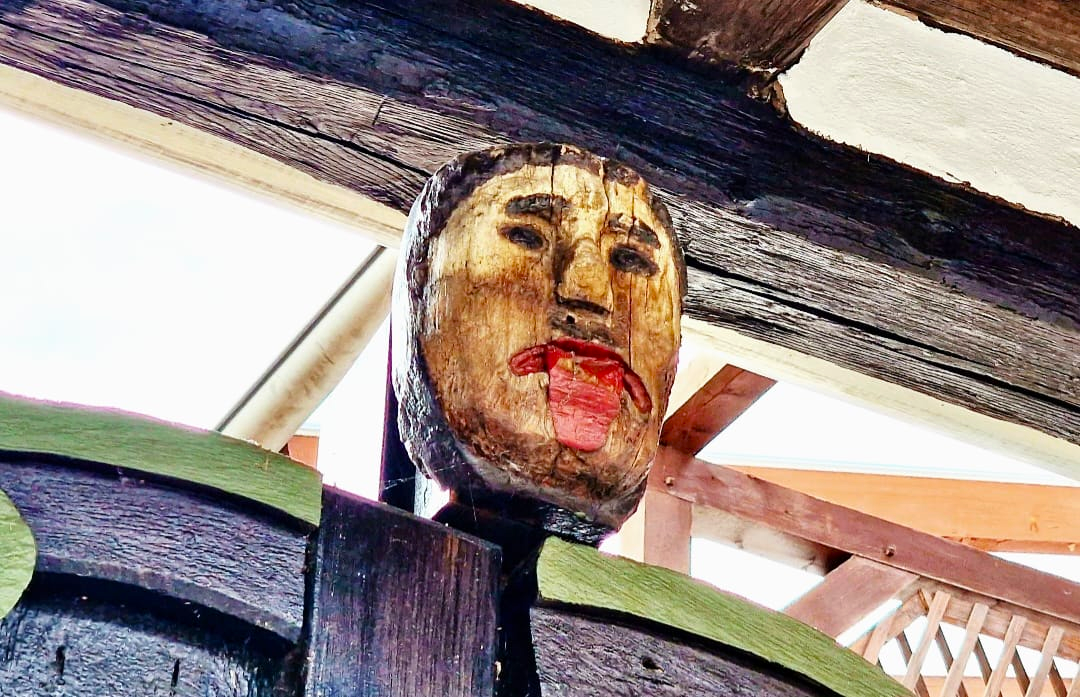
Holzgeschnitzter Neidkopf am historischen Zollhaus zu Lenterode im Eichsfeld

## Beschaffenheit
Um das Böse abzuwehren, ließen Bauherren in Europa fratzenhafte Köpfe von Tieren, Menschen oder fabelhaften Ungeheuern aus Stein oder Holz an Türen anbringen. Der Neidkopf soll nach Volkes Glaube das Unheil und Böse abwehren (apotropäische Handlung). Die bösen Mächte und Geister sollten den Menschen in den damit bedachten Gebäuden nichts neiden und sie damit nicht gegen die Bewohner aufbringen. Neidköpfe gab es von der Größe eines Handtellers bis zu Kopfgröße. Mitunter erreichten sie in Steinform als Stufe zur Haustreppe eine Größe bis 1,50 m. Neidköpfe befanden sich besonders an nach Westen ausgerichteten Pfeilern und Gebäudeteilen, da die Dämonen hauptsächlich dort vermutet wurden.

## Der Alt-Berliner Neidkopf

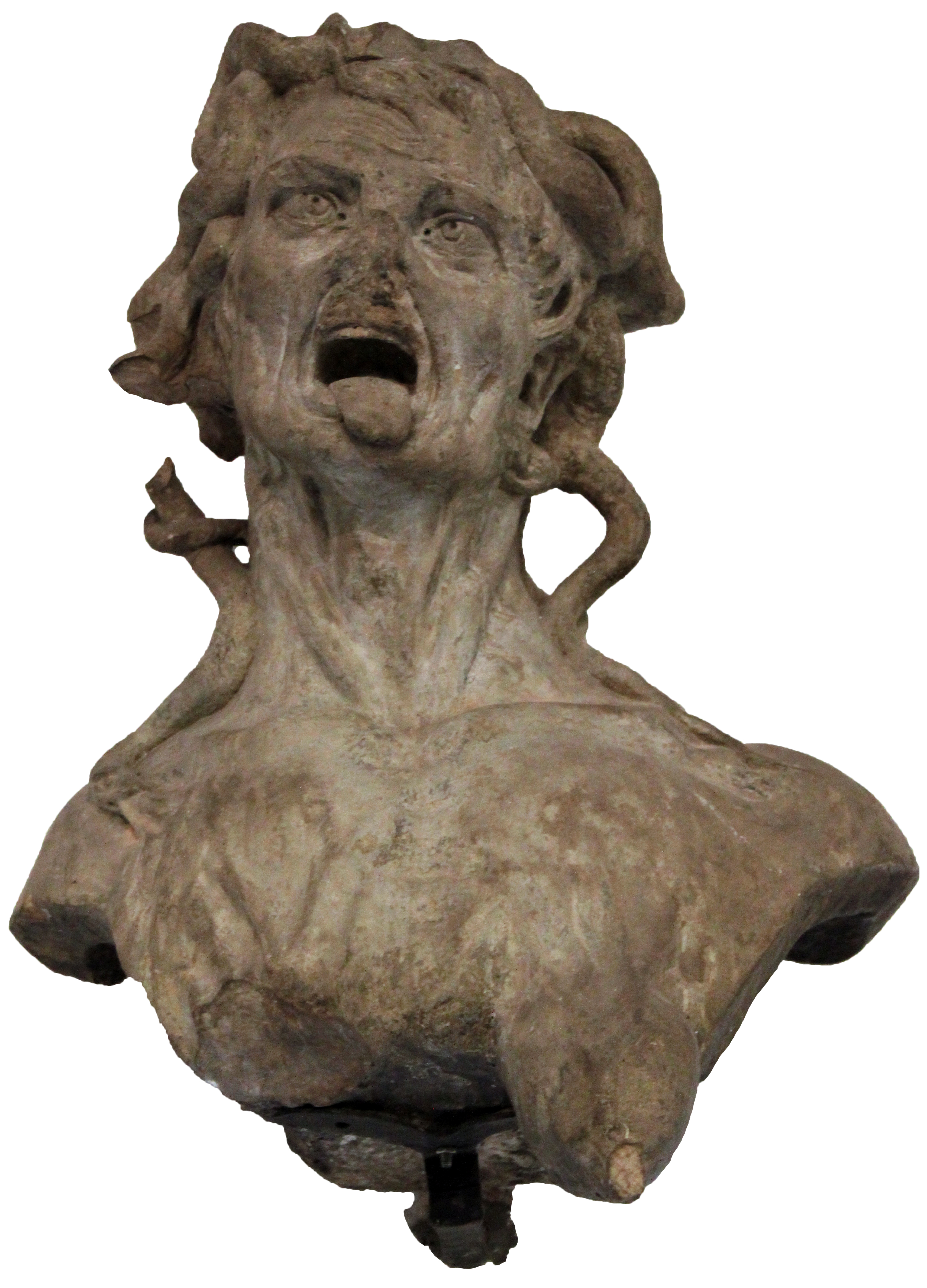
Alt-Berliner Neidkopf vom Anfang des 18. Jh. aus der Heiliggeiststraße 38

In den Straßen von Alt-Berlin gab es an dem Haus Heiligegeistgasse 38 bis zum Jahr 1841 einen Neidkopf. Der Zweck des über der Haustür angebracht gewesenen Sandsteinreliefs als böses und hässliches Frauengesicht mit Schlangenhaaren und einer herausgestreckten Zunge ist bisher nicht eindeutig ermittelt worden.
Es gibt mehrere Erklärungen, darunter auch eine Legende, die erstmals 1831 bekannt wurde.
- Die Sage schrieb dem damaligen Herrscher, König Friedrich Wilhelm I. eine gute Tat zu. Als er nämlich bei seinen Spaziergängen einen Goldschmied mehrfach in seiner offenen Werkstatt beim schleppenden Fortgang seiner Arbeit sah, befragte er den Handwerker nach dem Grund. Er müsse das Edelmetall vorab kaufen und das fertige Stück danach erst wieder zu Geld machen, was eben ohne feste Aufträge schwierig sei, antwortete dieser. Der König beauftragte den Goldschmied nun sofort mit der Anfertigung eines goldenen Services für den königlichen Hof und überzeugte sich daraufhin vom Geschick und dem Fleiß des Mannes. Angeblich beobachteten zwei Frauen aus dem gegenüber stehenden Haus (Heiliggeiststraße 12), die Tochter und die Ehefrau eines Berufskollegen, die positive Entwicklung des Gewerkes und zogen neidvolle Grimassen. Nachdem der Goldschmied infolge einer finanziellen Hilfe des Hofes sogar ein neues Wohnhaus bauen konnte, ließ er von einem Steinmetz den oben gezeigten Neidkopf schlagen und ihn gewissermaßen als Spiegel der neidischen Frauen über dem Eingang anbringen.[6]
- Nach dem Fundschoßregister des Berliner Magistrats vom Ende des 17. Jahrhunderts kaufte der aus Quedlinburg zugewanderte Goldschmied Johann Christian Lieberkühn 1719 das Grundstück Heiliggeiststraße 38 für 2335 Thaler und baute hier ein neues Wohnhaus. Nach den genannten Unterlagen wohnte gegenüber (Heiliggeiststraße 12) kein weiterer Goldschmied, sondern die Hofrätin Bergius; Haus Nr. 11 befand sich im Eigentum des Königs. So wird der am Haus angebrachte Neidkopf von Kunsthistorikern auch der Situation zugeschrieben, denn Lieberkühn war Hoflieferant, ziemlich wohlhabend und Oberältester der Goldschmiedezunft. Zuvor hatte dieses Amt Daniel Männlich der Jüngere inne, dem schlechte Amtsführung und ein Lotterleben vorgeworfen wurden, Lieberkühn soll ihn aus dem Amt gedrängt haben. So könnte der Kopf über dem Eingang auch vor dem Neider und dessen Freunden eine Schutzfunktion wahrnehmen.[6]
- Eine dritte Erklärung nimmt die prinzipielle Abwehrwirkung eines Neidkopfes auf, denn die Goldschmiedewerkstatt befand sich unweit des Heilig-Geist-Spitals, das von vielen Kranken besucht wurde. Der Hauseingang mit der abschreckenden Zierde sollte eventuell die Familie vor Unheil und Krankheiten schützen.[6]

Die Skulptur wurde bereits 1841 abgenommen und gelangte sehr viel später in das Märkische Museum Berlin, sie ist erstmals im Inventarverzeichnis 1973 enthalten. Das frühere Handwerkerwohnhaus wurde in den 1960er Jahren durch Neubauten an gleicher Stelle ersetzt.

## Weitere Berliner Neidköpfe

Kaak-Skulptur

Zuerst ist hier der Kaak zu nennen, der ursprünglich an der Gerichtslaube des alten Berliner Rathauses angebracht war. Es ist ein Menschenkopf mit Eselsohren und einem Vogelkörper.
Über dem Portal des Adelspalastes derer von Blankenburg schützte ein weiterer Neidkopf die Hausbewohner.
Schließlich fanden Arbeiter im Jahr 1937 bei Umbauarbeiten im Mauerwerk des Ephraim-Palais einen Neidkopf, der in der Nikolaikirche ausgestellt ist.

## Ursprünge
Der Brauch geht laut dem Hohenloher Heimatforscher Herbert Schüßler vermutlich auf keltischen Ursprung zurück, als man feindliche Schädel an den äußeren Begrenzungen der Bauten anbrachte, um Feinde abzuschrecken. Sie galten außerdem als Glückssymbol und wurden auch auf Rüstungen angebracht. Man glaubte, mit der Zurschaustellung des Kopfes habe man Gewalt über die Seele und den Geist des Feindes. Ohne Kenntnis dieses Kults wurde der Brauch mit Steinköpfen vom inzwischen christianisierten Volk beibehalten.

Weitere Beispiele aus Deutschland
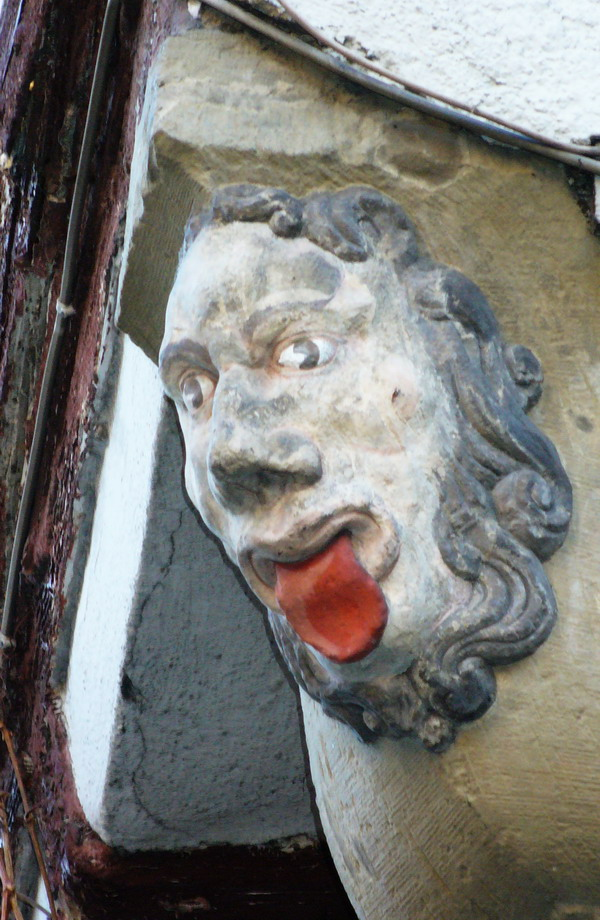
Neidkopf in Waiblingen-Beinstein
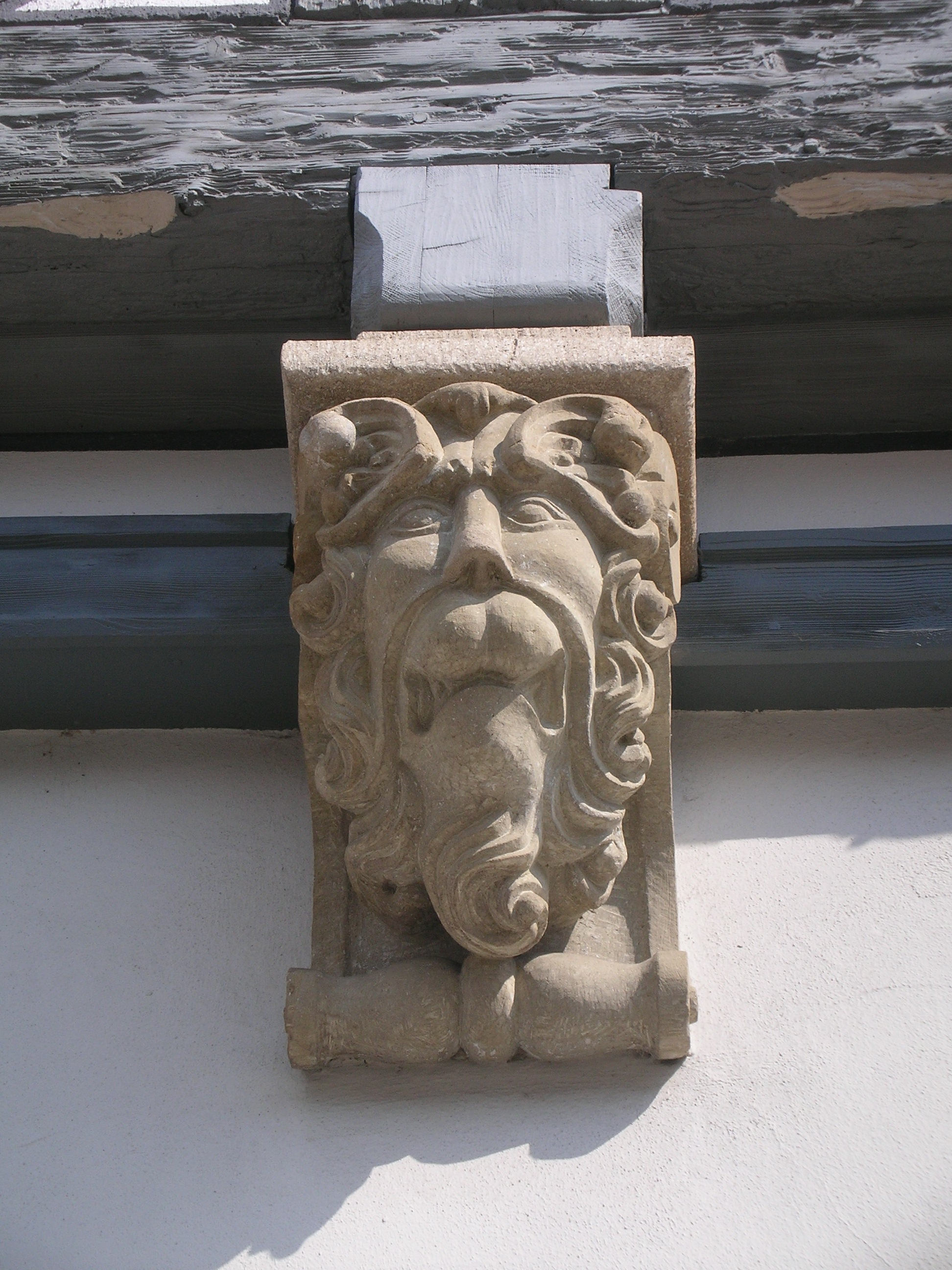
Neidkopf an der Palmschen Apotheke in Schorndorf
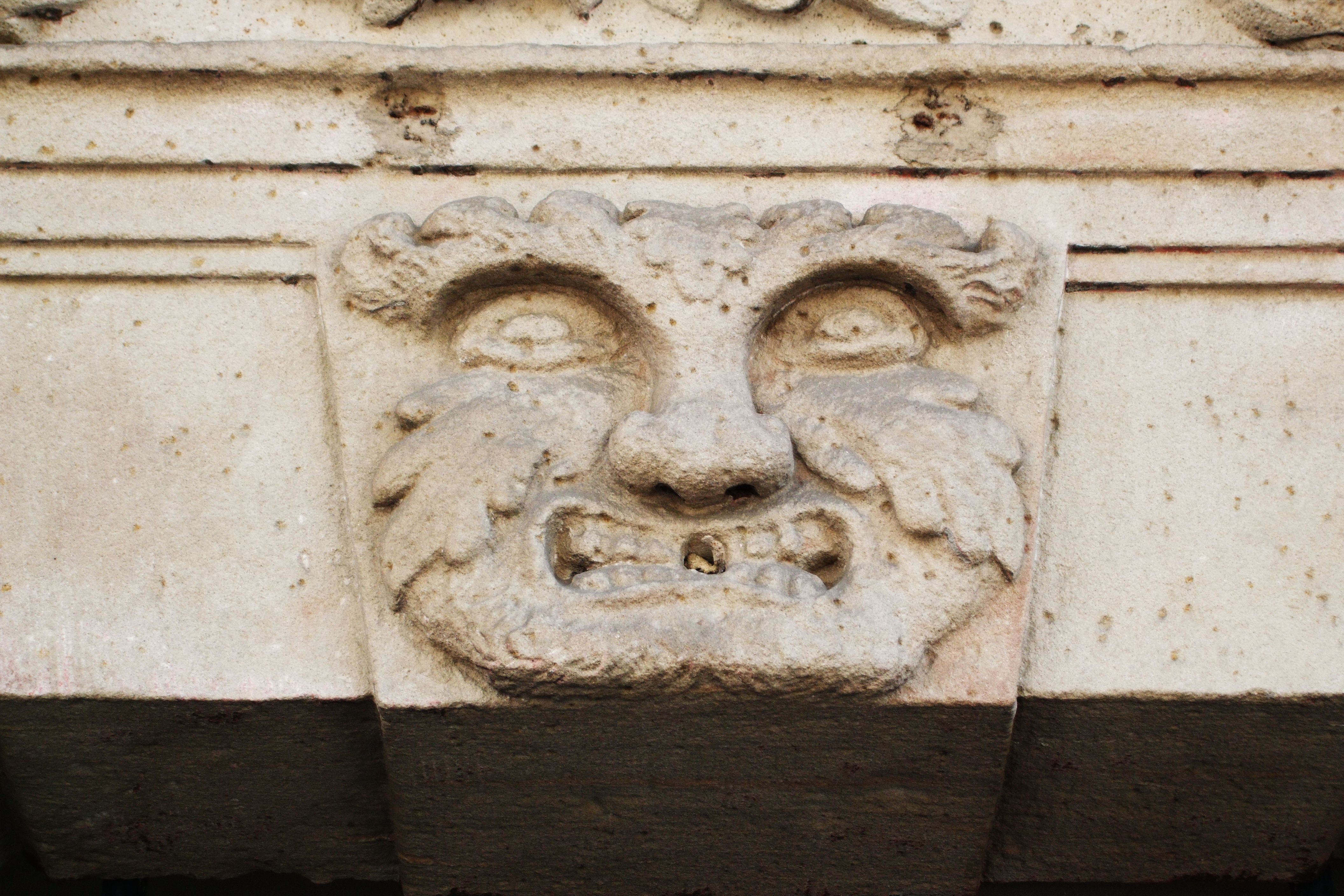
Neidkopf am Portal des ehemaligen von Baumbachschen Burgsitzes in Homberg (Efze)
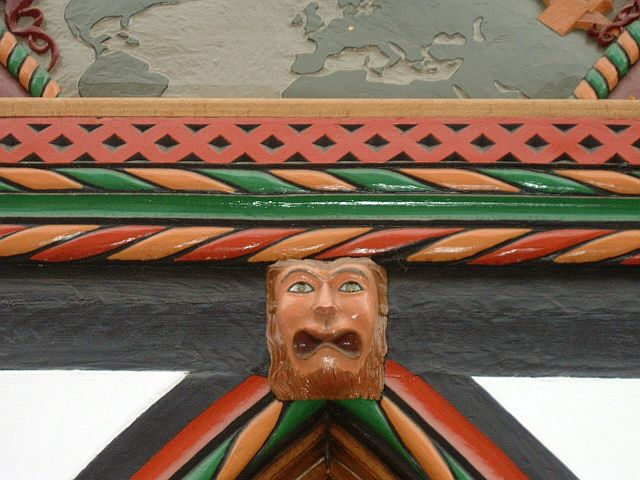
Neidkopf an einer Fassade in Einbeck
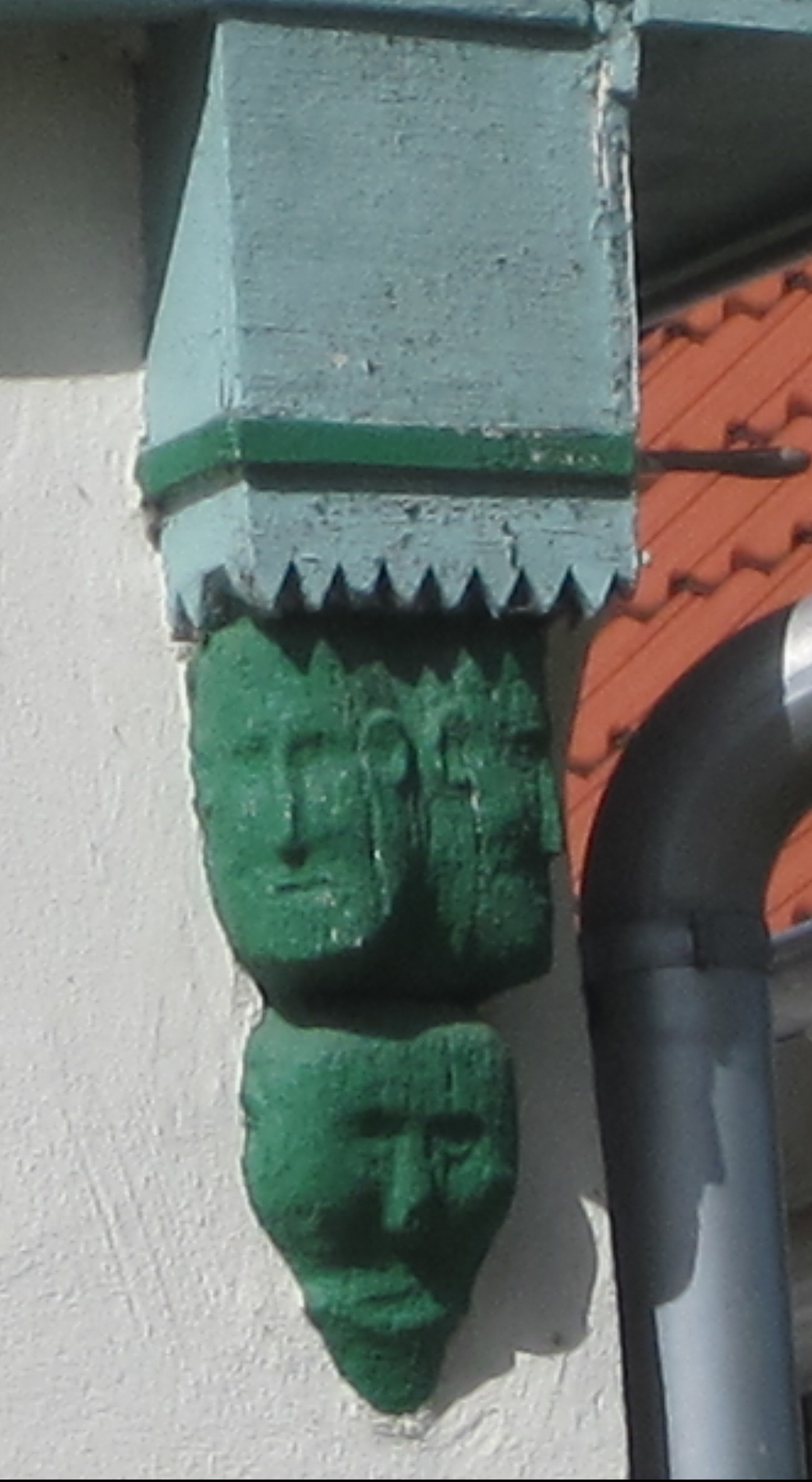
Neidköpfe in Bonlanden